# Ricard Solé
Ricard Solé (Barcelona, 5 de novembre de 1962) és un físic i biòleg català.
Professor d'investigació ICREA a la Universitat Pompeu Fabra, on és el cap del Laboratori de Sistemes Complexos, també és professor extern del Santa Fe Institute (Nou Mèxic, Estats Units) i del Centre d'Evolució i Càncer a la Universitat de Califòrnia (San Francisco, Estats Units). És membre del consell editorial de diverses revistes internacionals. Es va llicenciar en física i biologia a la Universitat de Barcelona i va rebre el doctorat en física a la Universitat Politècnica de Catalunya. Ha estat premiat amb beques de la James McDonnell Foundation, la Fundació Botín i una ERC Advanced Grant, i va rebre el premi Ciutat de Barcelona 2003. per la seva recerca. Un dels seus principals interessos d'investigació és comprendre els orígens de la complexitat i la seva destrucció, tant en sistemes biològics com en sistemes artificials, amb la voluntat d'entendre com els sistemes complexos desenvolupen qualitats com la pluricel·lularitat, la capacitat de computació, la robustesa o la capacitat d'evolucionar. Per aconseguir-ho, el seu laboratori fa investigació tant teòrica com experimental, incloent-hi un ambiciós programa de biologia sintètica. És membre del Consell Editorial del diari Nació Digital.